# Plaque Explorer
Pour les articles homonymes, voir Explorer.
La plaque Explorer est une plaque tectonique de la lithosphère de la planète Terre. Elle est généralement associée à la plaque Juan de Fuca dont elle constitue l'extrémité nord.
Elle couvre une petite partie de l'est de l'océan Pacifique à hauteur de l'île de Vancouver en Colombie-Britannique. Elle ne comporte aucune partie continentale et n'est donc composée que de lithosphère océanique.
La plaque Explorer est en contact avec les plaques pacifique, nord-américaine et Juan de Fuca.
Ses frontières avec les autres plaques sont formées de dorsales et de failles transformantes (océan Pacifique) et de subduction (côte pacifique nord-américaine). La faille Nookta la sépare de la plaque Juan de Fuca depuis sept à cinq millions d'années. Elle est séparée de la plaque pacifique par la dorsale Explorer et la faille Sovanco.
La plaque Explorer est considérée comme immobile, sa subduction sous le continent américain étant très faible.
La plaque Explorer (avec les plaques de Cocos, de Nazca, Rivera, Juan de Fuca et Gorda) constituent un reliquat de la plaque Farallon qui a presque totalement disparu par subduction sous le continent américain au Jurassique.